# Peräjaure
Peräjaure är en sjö i Kiruna kommun i Lappland och ingår i Torneälvens huvudavrinningsområde. Sjön har en area på 0,178 kvadratkilometer och ligger 361,6 meter över havet.

## Delavrinningsområde
Peräjaure ingår i det delavrinningsområde (755539-168774) som SMHI kallar för Utloppet av Vakojaure. Medelhöjden är 374 meter över havet och ytan är 24,96 kvadratkilometer. Räknas de 278 avrinningsområdena uppströms in blir den ackumulerade arean 5 440,17 kvadratkilometer. Avrinningsområdets utflöde Torneälven (Kamajåkka) mynnar i havet. Avrinningsområdet består mestadels av skog (81 procent). Avrinningsområdet har 4,82 kvadratkilometer vattenytor vilket ger det en sjöprocent på 19,3 procent.